# Jruh
Jruh (tiếng Ả Rập: جروح) là một ngôi làng Syria nằm ở phó huyện Uqayribat thuộc huyện Salamiyah, Hama. Theo Cục Thống kê Trung ương Syria (CBS), Jruh có dân số 1223 người trong cuộc điều tra dân số năm 2004.